# Droga wojewódzka nr 365
Droga wojewódzka nr 365 (DW365) – droga wojewódzka o długości około 36 km, leżąca na obszarze województwa dolnośląskiego. Trasa ta łączy Jelenią Górę (DK3, E65)  z miejscowością Jawor (DW363).

## Historia numeracji
Na przestrzeni lat trasa posiadała różne oznaczenia i kategorie:

| Numer | Kategoria                                                             | Przebieg                                    | Lata obowiązywania | Źródło | Uwagi |
| --- | --------------------------------------------------------------------- | ------------------------------------------- | ------------------ | --- | --- |
| Przed 1945 rokiem droga znajdowała się poza terytorium Polski. Nieznana numeracja w latach 1945 – 1952. |                                                                       |                                             |                    | | |
| ? | droga główna / droga lokalna („droga inna”)                           | Jelenia Góra – Świerzawa – Myślinów – Jawor | do lat 70.         | - Mapa samochodowa Polski, Warszawa: Państwowe Przedsiębiorstwo Wydawnictw Kartograficznych, 1956. Brak numerów stron w książce - Atlas samochodowy Polski 1:500 000. Warszawa: Państwowe Przedsiębiorstwo Wydawnictw Kartograficznych, 1958, s. 92. - Mapa samochodowa Polski 1:1 000 , Warszawa: Państwowe Przedsiębiorstwo Wydawnictw Kartograficznych, 1962. Brak numerów stron w książce - Samochodowy atlas Polski 1:500 000. Wyd. IV. Warszawa: Państwowe Przedsiębiorstwo Wydawnictw Kartograficznych, 1965, s. 92. | - brak danych o numeracji - kategorie na podstawie materiałów źródłowych |
| x45 | • droga państwowa IV klasy: do 1985 • droga krajowa: od 1 X 1985      | Jelenia Góra – Świerzawa – Myślinów – Jawor | 1970–1986          | - Województwo wrocławskie: sieć dróg państwowych 1:300 000, 1970. - Sieć dróg – RDP Lwówek Śl., 1974. | - kategoria na podstawie źródła - na mapach i atlasach samochodowych PPWK oznaczana jako droga drugorzędna lub droga lokalna („droga inna”) bez numeracji - litera x była przypisana do tablic rejestracyjnych z ówczesnego województwa wrocławskiego |
| 365 | • droga krajowa: 1 X 1985–31 XII 1998 • droga wojewódzka: od 1 I 1999 | Jelenia Góra – Świerzawa – Jawor            | od 14 II 1986      | \| Lista źródeł \| \| ------------------------------------------------------------------------------------------------------------------------------------------------------------------------------------------------------------------------------------------------------------------------------------------------------------------------------------------------------------------------------------------------------------------------------------------------------------------------------------------------------------------------------------------------------------------------------------------------------------------------------------------------------------------------------------------------------------------------------------------------------------------------------------------------------------------------------------------------------------------------------------------------------------------------------------------------------------------------------------------------------------------------------------------------------------------------------------------------------------------------------------------------------------------------------------------------------------------------------------------------------------------------------------------------------------------------------------------------------------------------------------------------------------------------------------------------------------------------------------------------------------------------------------------------------------------------------------------------------------------------------------------------------------------------------------------------------------------------------------------------------------------------------------------------------------------------------------------------------------------------------------------------------------------------------------------------------------------------------------------------------------------------------------------------------------------------------------------------------------------------------------------------------------------------------------------------------------------------------- \| \| - Uchwała nr 192 Rady Ministrów z dnia 2 grudnia 1985 r. w sprawie zaliczenia dróg do kategorii dróg krajowych (M.P. z 1986 r. nr 3, poz. 16) - Polska: Atlas samochodowy 1:300 000. Wyd. pierwsze. Warszawa: Polskie Przedsiębiorstwo Wydawnictw Kartograficznych, 1992. ISBN 83-7000-080-0. Brak numerów stron w książce - Polska: mapa samochodowa 1:700 000, wyd. 1, Szczecin: Wydawnictwo Kartograficzne KOMPAS, 1996–1997, ISBN 83-904373-2-5. Brak numerów stron w książce - Polska: mapa samochodowa 1:700 000, wyd. II Zmienione i poprawione, Szczecin: Wydawnictwo Kartograficzne KOMPAS, 1997–1998, ISBN 83-904373-3-3. Brak numerów stron w książce - Rozporządzenie Rady Ministrów z dnia 15 grudnia 1998 r. w sprawie ustalenia wykazu dróg krajowych i wojewódzkich (Dz.U. z 1998 r. nr 10, poz. 1071) - Polska: mapa samochodowa z podziałem administracyjnym 1:700 000, wyd. V Zmienione, poprawione i uaktualnione, Szczecin: Wydawnictwo Kartograficzne KOMPAS, 1999–2000, ISBN 83-904373-7-6. Brak numerów stron w książce - POLSKA Atlas drogowy 1:200 000. Mapy Ścienne Beata Piętka, 2000. Brak numerów stron w książce - Polska: autoatlas 1:300 000, Autoatlas opracowano dla potrzeb Polskiego Koncernu Naftowego ORLEN Spółka Akcyjna, Warszawa: ABW Sp. z o.o., 2001, ISBN 83-915542-0-1. Brak numerów stron w książce - Polska: mapa samochodowa z podziałem administracyjnym 1:700 000, wyd. XII Zmienione, poprawione i uaktualnione, Szczecin: Wydawnictwo Kartograficzne KOMPAS, 2004–2005, ISBN 83-904373-7-6. Brak numerów stron w książce - Polska: mapa samochodowa z podziałem administracyjnym 1:700 000, wyd. XIV Zmienione, poprawione i uaktualnione, Szczecin: Wydawnictwo Kartograficzne KOMPAS, 2005–2006, ISBN 83-904373-7-6. Brak numerów stron w książce - Polska 2016: mapa samochodowa 1:700 000, wyd. XXVII, Dom Wydawniczy PWN, 2016, ISBN 978-83-7705-942-5. Brak numerów stron w książce - Polska 2017: atlas samochodowy 1:200 000 dla profesjonalistów. Dom Wydawniczy PWN, 2017. ISBN 978-83-7705-978-4. Brak numerów stron w książce - Polska 2020/2021: mapa samochodowa 1:700 000, Warszawa: Grupa PWN, 2020, ISBN 978-83-65808-36-3. Brak numerów stron w książce \| | |
| Lista źródeł |                                                                       |                                             |                    | | |
| - Uchwała nr 192 Rady Ministrów z dnia 2 grudnia 1985 r. w sprawie zaliczenia dróg do kategorii dróg krajowych (M.P. z 1986 r. nr 3, poz. 16) - Polska: Atlas samochodowy 1:300 000. Wyd. pierwsze. Warszawa: Polskie Przedsiębiorstwo Wydawnictw Kartograficznych, 1992. ISBN 83-7000-080-0. Brak numerów stron w książce - Polska: mapa samochodowa 1:700 000, wyd. 1, Szczecin: Wydawnictwo Kartograficzne KOMPAS, 1996–1997, ISBN 83-904373-2-5. Brak numerów stron w książce - Polska: mapa samochodowa 1:700 000, wyd. II Zmienione i poprawione, Szczecin: Wydawnictwo Kartograficzne KOMPAS, 1997–1998, ISBN 83-904373-3-3. Brak numerów stron w książce - Rozporządzenie Rady Ministrów z dnia 15 grudnia 1998 r. w sprawie ustalenia wykazu dróg krajowych i wojewódzkich (Dz.U. z 1998 r. nr 10, poz. 1071) - Polska: mapa samochodowa z podziałem administracyjnym 1:700 000, wyd. V Zmienione, poprawione i uaktualnione, Szczecin: Wydawnictwo Kartograficzne KOMPAS, 1999–2000, ISBN 83-904373-7-6. Brak numerów stron w książce - POLSKA Atlas drogowy 1:200 000. Mapy Ścienne Beata Piętka, 2000. Brak numerów stron w książce - Polska: autoatlas 1:300 000, Autoatlas opracowano dla potrzeb Polskiego Koncernu Naftowego ORLEN Spółka Akcyjna, Warszawa: ABW Sp. z o.o., 2001, ISBN 83-915542-0-1. Brak numerów stron w książce - Polska: mapa samochodowa z podziałem administracyjnym 1:700 000, wyd. XII Zmienione, poprawione i uaktualnione, Szczecin: Wydawnictwo Kartograficzne KOMPAS, 2004–2005, ISBN 83-904373-7-6. Brak numerów stron w książce - Polska: mapa samochodowa z podziałem administracyjnym 1:700 000, wyd. XIV Zmienione, poprawione i uaktualnione, Szczecin: Wydawnictwo Kartograficzne KOMPAS, 2005–2006, ISBN 83-904373-7-6. Brak numerów stron w książce - Polska 2016: mapa samochodowa 1:700 000, wyd. XXVII, Dom Wydawniczy PWN, 2016, ISBN 978-83-7705-942-5. Brak numerów stron w książce - Polska 2017: atlas samochodowy 1:200 000 dla profesjonalistów. Dom Wydawniczy PWN, 2017. ISBN 978-83-7705-978-4. Brak numerów stron w książce - Polska 2020/2021: mapa samochodowa 1:700 000, Warszawa: Grupa PWN, 2020, ISBN 978-83-65808-36-3. Brak numerów stron w książce |                                                                       |                                             |                    | | |

## Dopuszczalny nacisk na oś
Od 13 marca 2021 roku na całej długości drogi dozwolony jest ruch pojazdów o nacisku pojedynczej osi napędowej do 11,5 tony z wyjątkiem określonych miejsc oznaczonych znakiem zakazu B-19.

### Do 13 marca 2021 r.
Wcześniej dopuszczalny był ruch pojazdów o największym dopuszczalnym nacisku na pojedynczą oś nie przekraczającym 8 ton.

## Miejscowości leżące przy trasie DW365
- Województwo dolnośląskie
  -  Miasto na prawach powiatu Jelenia Góra
    - Jelenia Góra (DK3 E65)

  -  Powiat karkonoski
    - Dziwiszów

  -  Powiat złotoryjski
    - Stara Kraśnica (DW328)

  -  Powiat jaworski
    - Muchów
    - Myślinów
    - Chełmiec
    - Piotrowice (DW382)
    - Jawor (DW363)